# تربيع (علم الفلك)

رسم يوضح التربيعات الشرقية والغربية لكوكب علوي مثل المريخ

في علم الفلك الكروي، التربيع (بالإنجليزية: Quadrature)‏ هو توزيع جرم سماوي يكون استطالته عمودية على اتجاه الشمس. يُطبّق خصوصًا على موقع كوكب علوي أو القمر في طوري التربيع الأول والأخير. لا ينبغي الخلط بين هذا وبين القمر عند طور النصف (نصف مضاء تمامًا) كما يُرى من الأرض، والذي يحدث عند 89.85 درجة و270.15 درجة.
كما هو موضح في الرسم، يمكن أن يكون الكوكب (أو أي جرم آخر) في التربيع الغربي (عندما يكون إلى غرب الشمس عند مشاهدته من الأرض) أو في التربيع الشرقي (عندما يكون إلى شرق الشمس عندما ينظر إليها من الأرض). لاحظ أن الكوكب السفلي لا يمكن أن يكون في تربيع الكوكب المرجعي.
عند التربيع، يبدو الظل الذي يلقيه الكوكب على حلقاته الكوكبية أو أقماره أكثر إنزياحا عن الكوكب (على سبيل المثال، حلقات زحل)؛ الجانب المظلم من الكوكب (على سبيل المثال، المريخ) مرئي إلى أقصى حد.

بما أن الشمس ليست بعيدة إلى ما لا نهاية، فإن القمر قد تجاوز طور التربيع الأول قليلاً عندما تكون الشمس والقمر متعامدين في السماء مع بعضهما البعض.